# Luke Adams
Luke Adams, född 22 oktober 1976, är en australisk friidrottare. Han deltog vid olympiska sommarspelen 2004, olympiska sommarspelen 2008 och olympiska sommarspelen 2012.